# Frank Zane
Frank Zane (Kingston, Pensilvania, 28 de junio de 1942) es un exfisicoculturista estadounidense de la Federación Internacional de Fisicoculturismo (IFBB) y profesor. Fue tres veces Mr. Olympia y su físico ha sido considerado uno de los mejores en la historia del culturismo debido a su meticuloso enfoque en la simetría y la proporción

## Vida personal-académica
A la temprana edad de 14 años, se interesó por el culturismo. Se compró un juego de mancuernas y empezó a entrenar en el gimnasio de la escuela. Sus rápidos progresos hicieron que se lo tomase de forma seria y constante.
Al terminar la escuela ya había ganado varios campeonatos y recibió una beca de la universidad de Wilkes por sus excelentes notas.
Se graduó como profesor de Ciencias (B.Sc) en la Universidad de Wilkes en 1964.
En 1966, Frank se trasladó a Florida, donde conocería a su futura esposa, Christine, con quien se casaría en 1967. Christine acababa de comenzar la universidad y Frank daba clases en una escuela de secundaria menor local donde también estudiaba una hermana de Christine.
Frank ya llevaba entrenando 10 años y ganando varios títulos de prestigio.
En 1977 se licenció en Letras B.A (Bachelor of Arts degree) en psicología desde la Universidad de California (Los Ángeles) y en 1990 hizo un máster en psicología experimental.
Después de conseguir el título de Mr. Universo en varias ocasiones, en la década de 1980, Zane abrió su propio gimnasio en Palm Springs, trabajando como entrenador personal y tras retirarse, se fue a vivir a un rancho aislado del desierto de California, que convirtió en un paraíso culturista llamado "Zane haven" donde innumerables personas de todo el mundo iban a entrenar y a buscar la salud física y psíquica.
En 1998, Frank y Christine vendieron su centro de enseñanza y se trasladaron a San Diego, California.
En 1999, Frank Zane ingresó en el Salón de la Fama de Joe Weider.
En 2003 se le concedió el Arnold Schwarzenegger lifetime achievement award (Premio a toda una vida) en el Arnold Classic por su dedicación y largo tiempo en apoyo del deporte.
Ha publicado varios libros sobre culturismo, donde a menudo se centra en la importancia de la meditación y relajación en lugar de enfatizar en la técnica.
En 2005 inauguró su página Web, donde aconseja a aficionados de todo el mundo sobre entrenamiento y nutrición.
Actualmente vive junto a su mujer, en California, Estados Unidos.

## Culturista profesional
Frank Zane ha sido tres veces campeón del título Mr. Olympia. Su reinado representó un cambio en el énfasis de la masa a la estética, y su constitución es aún valorada por muchos como el ideal del fisicoculturismo.
A pesar de su altura (1,75 m) sus formas son alargadas y proporcionadas lo que le valió para destacar en el mundo del fisicoculturismo. Sus victorias en culturismo tuvieron un gran mérito, ya que con sus 83 Kilos en competición, fue capaz de derrotar a hombres que, con su misma estatura, lo superaban en 10 o 15 kilos.
Según iba progresando, cada vez se tomaba sus entrenamientos más en serio, y en 1965 consiguió el título de Mr. Universo, y un año más tarde se proclamó campeón de Mr. América, revalidando el título un año más tarde. Mientras tanto continuaba dando clases de matemáticas.
En 1968 volvió a ganar el campeonato de Mr. América en Nueva York, y una semana más tarde derrotaría a Arnold Schwarzenegger en el título de Mr. Universo en Miami.
En 1969 ganó en Brujas (Bélgica) el Título del Mundo. Volvió a ganar el Mr. Universo en los años 1970 y 1972. Y sus mayores hazañas fueron los tres títulos consecutivos del Mr. Olympia en los años 1977, 1978 y 1979, demostrando la importancia de la proporción y estética frente al volumen. Pero en Mr. Olympia de 1980 en Australia, con la inesperada vuelta de Arnold Schwarzenegger a la competición y su polémica victoria, Frank quedó tercero por detrás de Arnold y Chris Dickerson. Dos años más tarde quedó segundo otra vez detrás de Chris Dickerson.
En 1983 se retiró del mundo de la competición, quedando en cuarto lugar detrás de Samir Bannout, Mohamed Makkawy y de Lee Haney.

## Títulos ganados
- 1965 - IFBB Mr. Universo (Medium)
- 1966 - IFBB Campeonato de Norteamérica
- 1967 - IFBB Mr. América (Medium)
- 1968 - IFBB Mr. América
- 1968 - IFBB Mr. América
- 1968 - IFBB Mr. Internacional
- 1969 - IFBB Mr. Mundo
- 1970 - NABBA Mr. Universo
- 1971 - NABBA Pro Mr. Universo (Short)
- 1972 - NABBA Pro Mr. Universo
- 1977 - IFBB Mr. Olympia
- 1978 - IFBB Mr. Olympia
- 1979 - IFBB Mr. Olympia

## Carrera culturista
- 1961 - Mr. Pennsylvania 17.º
- 1962 - Mr. Keystone, Campeón
- 1963 - Mr. Keystone, 2.º
- 1965 - Mr. Sunshine State, Campeón
- 1965 - Mr. Universe IFBB, Pesos medios, Campeón
- 1966 - Mr. América IFBB, Pesos medios, Campeón
- 1967 - Mr. América IFBB, Pesos medios, Campeón
- 1967 - Mr. Universo IFBB, Talla alta, 3.º
- 1968 - Mr. América IFBB, Pesos medios, Campeón
- 1968 - Mr. América IFBB, Campeón Absoluto
- 1968 - Mr. International IFBB, Pesos medios, Campeón
- 1968 - Mr. International IFBB, Campeón Absoluto
- 1968 - Mr. Universo IFBB, Campeón
- 1969 - Cto. Del Mundo IFBB, Pesos medios, Campeón
- 1969 - Cto. Del Mundo IFBB, Campeón Absoluto
- 1970 - Mr. Universo NABBA, Pesos medios, Campeón
- 1970 - Mr. Universo NABBA, Campeón Absoluto
- 1971 - Mr. Universo NABBA, Talla baja, Campeón
- 1972 - Mr. Olympia IFBB, 4.º
- 1972 - Mr. Universo Pro NABBA, Talla baja, Campeón
- 1972 - Mr. Universo Pro NABBA, Campeón Absoluto
- 1974 - Mr. Olympia IFBB, Pesos ligeros, 2.º
- 1975 - Mr. Olympia IFBB, Pesos ligeros, 4.º
- 1976 - Mr. Olympia IFBB, Pesos ligeros, 2.º
- 1977 - Mr. Olympia IFBB, Pesos ligeros, Campeón
- 1977 - Mr. Olympia IFBB, Campeón Absoluto
- 1978 - Mr. Olympia IFBB, Pesos ligeros, Campeón
- 1978 - Mr. Olympia IFBB, Campeón Absoluto
- 1979 - Mr. Olympia IFBB, Pesos ligeros, Campeón
- 1979 - Mr. Olympia IFBB, Campeón Absoluto
- 1980 - Mr. Olympia IFBB, 3.º
- 1982 - Mr. Olympia IFBB, 2.º
- 1983 - Mr. Olympia IFBB, 4.º

## Libros
- Simon & Schuster: The Zane Way to a Beautiful Body (1979)
- Super Bodies in 12 Weeks (1981)
- Zane Nutrition (1986)
- Fabulously Fit Forever (Publicado en 1992)
- Fabulously Fit Forever Expanded (1996)
- Frank Zane's Personal Diary (Publicado en 1997)
- Frank Zane: Mind, Body, Spirit (Publicado en 1997)

## Curiosidades
- Tiene un grupo musical llamado Zane, que lanzó su primer CD en 1997, conteniendo 25 canciones orientadas al culturismo, y escritas todas por él.
- En 1998, creó un programa de televisión con Cie Allman llamado 'The Infinite Power Workout'
- A lo largo de los años, Frank ha salido en portada de unas 60 revistas
- Es una de las tres personas (la única en los EE. UU.) que ha conseguido derrotar a Arnold Schwarzenegger en una competición de culturismo, cuya victoria le convirtió en el culturista más popular de la época y uno de los pocos ganadores de Mr. Olympia de menos de 90 kg.
- En su vida privada trabajó como profesor de matemáticas y ciencias químicas por lo que le apodaban "the chemist" (El Químico)